# Ryan Mullen
Ryan Mullen (Birkenhead, 7 augustus 1994) is een Iers weg- en voormalig baanwielrenner die sinds 2022 rijdt voor BORA-hansgrohe. 

## Carrière
Voordat hij bij de Duitse wielerploeg ging rijden reed hij bij Trek-Segafredo, Cannondale-Drapac, An Post-Chainreaction en Team IG-Sigma Sport. In zijn carrière behaalde Mullen meerdere titels bij de Ierse kampioenschappen wielrennen. Zo werd hij onder andere meermaals kampioen tijdrijden bij de elite en beloften.

## Palmares

### Baan
| Jaar        | BK          | EK                                       | WK               | Overige     |
| Als belofte | Als belofte | Als belofte                              | Als belofte      | Als belofte |
| ----------- | ----------- | ---------------------------------------- | ---------------- | ----------- |
| 2013        |             | achtervolging · scratch · 7e puntenkoers |                  |             |
| 2014        |             | 6e achtervolging                         |                  |             |
| Als elite   |             |                                          |                  |             |
| 2014        |             |                                          | 4e achtervolging |             |
| 2015        |             |                                          | 7e achtervolging |             |

### Weg
2012
Chrono des Nations, Junioren
2013
 Iers kampioen tijdrijden, Beloften
 Iers kampioen achtervolging, Elite
Chrono des Nations, Beloften
2014
 Iers kampioen tijdrijden, Beloften
 Iers kampioen op de weg, Elite
 Iers kampioen op de weg, Beloften
2015
Jongerenklassement An Post Rás
 Iers kampioen tijdrijden, Elite
 Iers kampioen tijdrijden, Beloften
2017
 Iers kampioen tijdrijden, Elite
2018
3e etappe Ronde van San Juan
 Iers kampioen tijdrijden, Elite
2019
 Iers kampioen tijdrijden, Elite
2021
 Iers kampioen tijdrijden, Elite
 Iers kampioen op de weg, Elite
2023
 Iers kampioen tijdrijden, Elite
2025
 Iers kampioen tijdrijden, Elite

#### Resultaten in voornaamste wedstrijden
| Jaar | Ronde van Italië | Ronde van Frankrijk | Ronde van Spanje |
| ---- | ---------------- | ------------------- | ---------------- |
| 2016 |                  |                     |                  |
| 2017 |                  |                     |                  |
| 2018 | 138e             |                     |                  |
| 2019 |                  |                     |                  |
| 2020 |                  |                     |                  |
| 2021 |                  |                     |                  |
| 2022 |                  |                     | 128e             |
| 2023 |                  |                     |                  |
| 2024 | 131e             |                     |                  |
| 2025 |                  |                     |                  |

| Jaar | Milaan-San Remo | Gent-Wevelgem | Ronde van Vlaanderen | Parijs-Roubaix | Parijs-Tours | E3 Saxo Classic |  | WK op de weg |  | Wereldranglijsten |
| ---- | --------------- | ------------- | -------------------- | -------------- | ------------ | --------------- |  | ------------ |  | ----------------- |
| 2016 |                 |               |                      | 103e           |              | opgave          |  | opgave       |  |                   |
| 2017 |                 | 72e           | 82e                  | 50e            |              | opgave          |  | 126e         |  | 384e (UWT)        |
| 2018 | 117e            |               | 93e                  | opgave         |              | 73e             |  | opgave       |  |                   |
| 2019 |                 |               |                      | 96e            |              |                 |  | opgave       |  |                   |
| 2020 |                 | opgave        | opgave               |                |              |                 |  | opgave       |  |                   |
| 2021 | 129e            |               | opgave               |                |              |                 |  | opgave       |  |                   |
| 2022 | 143e            | opgave        | opgave               |                |              | 85e             |  |              |  |                   |
| 2023 | 153e            | opgave        |                      | 116e           | 95e          | opgave          |  | opgave       |  |                   |
| 2024 | 156e            | opgave        | opgave               | opgave         |              | opgave          |  |              |  |                   |
| 2025 | 156e            | opgave        | opgave               | opgave         |              |                 |  |              |  |                   |

## Ploegen
- 2013 –  Team IG-Sigma Sport
- 2014 –  An Post-Chainreaction
- 2015 –  An Post-Chainreaction
- 2015 –  Team Cannondale-Garmin (stagiair vanaf 1 augustus)
- 2016 –  Cannondale-Drapac Pro Cycling Team[1]
- 2017 –  Cannondale Drapac Professional Cycling Team
- 2018 –  Trek-Segafredo
- 2019 –  Trek-Segafredo
- 2020 –  Trek-Segafredo
- 2021 –  Trek-Segafredo
- 2022 –  BORA-hansgrohe
- 2023 –  BORA-hansgrohe
- 2024 –  BORA-hansgrohe
- 2025 –  Red Bull-BORA-hansgrohe

Cronshaw · Edgar · Greenwood · Griffiths · Harper · Hawkins · Hayles · Jones · Moss · Mullen · Perett · Sybrandy · Whorall · Williams
Archbold · Christie · Claeys · Doull · Downey · Dunne · Franssen · Frend · Gate · R.-J. McCarthy · McNally · Mullen · O'Shea · Traksel · Vanden Bak · Wilson · McCarth (stagiair)
Downey · Dunne · Edmondson · Gate · Kruopis · Maes · McCarthy · Meurisse · Mullen · Šiškevičius · Slater · Stannus · Vandenbogaerde · Wilson
Acevedo · van Baarle · Bauer · Bettiol · Brown · Cardoso · Danielson · Dombrowski · Formolo · Haas · Hesjedal · Howes · T.King · B.King · Koren · Langeveld · Marangoni · Martin · Mohorič · Moser · Navardauskas · Norman Hansen · Skjerping · Slagter · Talansky · Villella · Zepuntke · Bovenhuis (stagiair) · Mullen (stagiair)
van Baarle · Bauer · Bettiol · Bevin · Breschel · Brown · Cardoso · Clarke · Craddock · Dombrowski · Formolo · Gaimon · Howes · King · Koren · Langeveld · Marangoni · Moser · Mullen · Navardauskas · Rolland · Skjerping · Skujiņš · Slagter · Talansky · Urán · Villella · Wippert · Woods · Zepuntke · Dibben (stagiair)
van Baarle · Bettiol · Bevin · Brown · Canty · Carthy · S. Clarke · W. Clarke · Craddock · Dombrowski · Formolo · Howes · Koren · Langeveld · Mullen · Phinney · Rolland · Scully · Skujiņš · Slagter · Talansky · Urán · Van Asbroeck · Vanmarcke · Villella · Wippert · Woods · Monk (stagiair)
Alafaci · Beppu · Bernard · Brambilla · Brändle · Conci · Daniel · Degenkolb · Didier · Eg · Felline · Frame · Gogl · Grmay · Guerreiro · Irizar · de Kort · Mollema · Mullen · Nizzolo · Pantano · Pedersen · van Poppel · Rast · Reijnen · Skujiņš · Stetina · Stuyven
Beppu · Bernard · Brambilla · Ciccone · Clarke · Conci · Degenkolb · Eg · Felline · Frame · Gogl · Irizar (actief t/m 3 augustus) · Kirsch · de Kort · Mollema · Mosca (vanaf 1 augustus) · Moschetti · Mullen · Pantano · Pedersen  · Porte · Reijnen · Skujiņš · Stetina · Stuyven · Theuns · Debeaumarché (stagiair) · López (stagiair) · Quarterman (stagiair)
Bernard · Brambilla · Ciccone · Clarke · Conci · De Kort · Eg · Elissonde · Kamp · Kirsch · Liepiņš · López · Mollema · Mosca · Moschetti · Mullen · A. Nibali · V. Nibali · Pedersen  · Porte · Quarterman · Reijnen · Ries · Simmons · Skujiņš · Stuyven · Theuns · Weening (vanaf 5 juni) · Fancellu (stagiair) · Skjelmose Jensen (stagiair) · Tiberi (stagiair)
Bernard · Brambilla · Ciccone · Conci · Eg · Egholm · Elissonde · Gebreigzabhier · Kamp · Kirsch · De Kort  · Liepiņš · López · Mollema · Mosca · Moschetti · Mullen · A. Nibali · V. Nibali · Pedersen · Quarterman · Reijnen · Ries · Simmons · Skjelmose Jensen · Skujiņš · Stuyven · Theuns · Tiberi · Baroncini (stagiair) · Hellemose (stagiair) · Hoole (stagiair)
Aleotti · Archbold · Benedetti · Bennett · Buchmann · Fabbro · Gamper · Großschartner · Haller · Higuita · Hindley · Kämna · Kelderman · Koch · Konrad · Laas · Lührs · Meeus · Mullen · Palzer · Politt · Pöstlberger · Schachmann · Schelling · Uijtdebroeks · van Poppel · Vlasov · Walls · Wandahl · Zwiehoff · Lipowitz (stagiair)
Aleotti · Archbold · Benedetti · Bennett · Buchmann · Denz · Fabbro · Gamper · Haller · Higuita · Hindley · Jungels · Kämna · Koch · Konrad · Koretzky · Lipowitz · Lührs · Meeus · Mullen · Palzer · Politt · Schachmann · Schelling · Uijtdebroeks · van Poppel · Vlasov · Walls · Wandahl · Zwiehoff
Adrià · Aleotti · Benedetti (tot 18/8) · Buchmann · Denz · Gamper · Hajek · Haller · Herzog · Higuita · Hindley · Jungels · Kämna · Koch · Lipowitz · Lührs · Maciejuk · Martínez · Meeus · Mullen · Palzer · Roglič · Schachmann · Sobrero · van Poppel · Vlasov · Wandahl · Welsford · Zwiehoff